# Oskar Kogoj
Oskar Andrej Kogoj (Miren pri Gorici, 23. studenoga 1942.), slovenski svjetski priznati industrijski oblikovatelj, akademik i prije svega umjetnik. Rad mu karakteriziraju naglašena plastičnost i taktilna vrijednost proizvoda poput pokućstva, dječjih igračaka, pribora za jelo, alata i dr.

## Životopis
Rodio se u Mirnu kraj Gorice od oca Milana i mati Jožefe Butkovič. Otac Milan bio je seljak, trgovac i mesar. Osnovnu školu pohađao je u Mirnu. U Ljubljani je pohađao školu za oblikovanje. U Veneciji je diplomirao 1966. na Državnom institutu umjetnosti (Istituto Statale d'Arte), viši tečaj industrijskog dizajna. Po diplomi je bio je na istoj ustanovi asistent do 1969. godine i istovremeno je surađivao sa studiom Baby Mark u Milanu pri oblikovanju predmeta za djecu. Od 1969. do 1971. bio je suradnik razvojnoga instituta tvornice pokućstva Meblo u Novoj Gorici. 1971. godine stekao je status slobodnog oblikovatelja. Suradnik je na Državnom umjeteničkom sveučilištu u Veneciji, gdje je od 1971. do 1973. vodio odjel za industrijsko oblikovanje.

## Vanjske poveznice
- Galerija Oskar Kogoj (slovenski)